# Tụ điện gốm

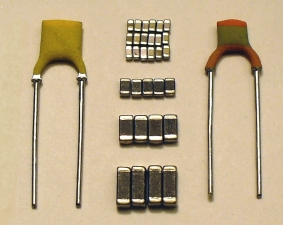
Tụ điện chip gốm nhiều lớp và đĩa chì cố định (MLCC)

Tụ điện gốm là một tụ điện có giá trị cố định, trong đó điện môi là vật liệu gốm. Nó được chế tạo từ hai hoặc nhiều lớp gốm sứ xen kẽ và lớp kim loại hoạt động như các điện cực. Thành phần của vật liệu gốm xác định dáng điệu phản ứng điện và ứng dụng của nó. Tụ gốm được chia thành hai lớp ứng dụng:
Các tụ gốm lớp 1 có ổn định cao và tổn thất thấp, dùng trong các ứng dụng mạch cộng hưởng.
Các tụ điện lớp 2 cung cấp hiệu suất thể tích cao cho các ứng dụng đệm, truyền qua và ghép nối.
Tụ gốm, đặc biệt là tụ điện gốm nhiều lớp (MLCCs), là tụ điện được sản xuất và sử dụng nhiều nhất trong các thiết bị điện tử, kết hợp khoảng một nghìn tỷ (1012) chiếc mỗi năm.
Tụ gốm của hình dạng và kiểu dáng đặc biệt được sử dụng như tụ điện cho khử RFI / EMI, tụ lọc truyền qua, hoặc có kích thước lớn hơn dùng làm tụ điện nguồn cho máy phát.